# Lyssomanes jucari
Lyssomanes jucari är en spindelart som beskrevs av Galiano 1984. Lyssomanes jucari ingår i släktet Lyssomanes och familjen hoppspindlar. Inga underarter finns listade i Catalogue of Life.